# Anguimorpha
De Anguimorpha zijn een groep hagedissen.
In 1900 benoemde Max Fürbringer een infraorde Anguimorpha voor de Anguidae en de nauwste verwanten daarvan, zoals de Varanidae.
In 1988 gaf Richard Estes de eerste exacte definitie als klade: de groep bestaande uit de laatste gemeenschappelijke voorouder van de Xenosauridae, de Anguidae, Heloderma, Lanthanotus en Varanus; en al diens afstammelingen.
De definitie van Estes was beperkter dan de inhoud die het begrip sinds 1900 traditioneel had gekregen. Daarom gaf Jack Lee Conrad in 2008 een wat ruimere definitie als stamklade: de groep bestaande uit Anguis fragilis en Varanus varius en alle soorten nauwer verwant aan Anguis fragilis en Varanus varius dan aan Scincus scincus,
Cordylus cordylus of Iguana iguana. Dit brengt verschillende basale uitgestorven vormen in de groep zoals Paramacellodus oweni, Becklesius hoffstetteri, Pseudosaurillus becklesi, Meyasaurus diazromerali, Eolacerta robusta en Yabeinosaurus tenuis.
Volgens Conrad waren twee duidelijke synapomorfieën, gedeelde afgeleide eigenschappen, vast te stellen. Het bovenkaaksbeen toont vastgegroeide huidverbeningen. Het retroarticulair uitsteeksel van de onderkaak heeft geen bultje op de binnenzijde.